# 牧義制
牧 義制（まき よしのり、享和元年（1801年） - 嘉永6年9月9日（1853年10月11日）））は、江戸時代後期の旗本。官途は従五位下、志摩守。牧義珍の子。通称、市次郎、銕五郎。
弘化3年（1846年）12月15日より嘉永2年（1849年）10月8日まで火付盗賊改方を務め、普請奉行に就任ののち、嘉永3年（1850年）11月29日長崎奉行となり翌年9月に長崎に着任。嘉永4年、薩摩藩から送られて10月1日に長崎に入ったジョン万次郎を10月3日から11月22日までの間合計18回に渡って取り調べ、幕閣に対して「万次郎は すこぶる怜悧にして国家の用となるべき者なり」と報告している。嘉永5年9月に長崎を離れ、嘉永6年4月28日西丸留守居となる。墓所はさいたま市普門院。
子に「しづのおだまき」の著者小冥野夫がいる。